# Liste der isländischen Orden und Ehrenzeichen

Wappen von Island

Diese Liste gibt einen Überblick über die isländischen Orden und Ehrenzeichen.
- Falkenorden (1921)
- Isländische Rettungsmedaille (1950)
- Ehrenmedaille des Isländischen Präsidenten (1954)